# Den Røde Højskole
Den Røde Højskole var en dansk folkehøjskole, der var beliggende i Svendborg.
I 1971 fik VS-aktivister i kollektivet Maos Lyst i Hellerup en plan om at oprette en socialistisk højskole. Personerne var bl.a. Ole Leonardo Pedersen Hans Jørgen Kløvedal Svendsen, Ivan Mortensen og Asger Boertmann. Højskolens foreløbige bestyrelse bestod af Harald Plum, Gunvor Auken, Tage Hind, Henning Tjørnehøj m.fl. og bl.a. hjælp af Mogens Amdi Petersen, Poul Jørgensen og Ejvind Larsen. Ole Leonardo Pedersen (Nardo) var skolens første forstander (1972-1975).
Der herskede dog stor uenighed om mål om midler, og det endte med, at højskoleprojektet blev kuppet ved et møde 19. august 1972, idet Kløvedal Svendsen med støtte af VS'eren Bjørn Erichsen kom med ca. 70 mand og overtog skoleprojektet, oprettede ny bestyrelse med Erichsen som formand og fik skolen etableret i Svendborg. Erichsen meldte sig snart efter ind i Danmarks Kommunistiske Parti, og Den Røde Højskole blev i nogle år styret af DKP.
Højskolen blev grundlagt med et værdigrundlag, der som navnet antyder byggede på socialismen. Det afspejlede sig også i kurserne, der bl.a. indeholdt kapitalismekritik. Grundet kontakter til Danmarks Kommunistiske Parti, Østblokken og bz-bevægelsen var højskolen i 1970'erne og 1980'erne genstand for PET's interesse.
Højskolen blev som følge af økonomiske vanskeligheder overtaget af fagforbundet BUPL i 1997, der i første omgang fortsatte højskolevirksomheden samtidig med at den blev anvendt til kursusaktiviteter. 